# Stade Paul Chandon
Stade Paul Chandon – wielofunkcyjny stadion znajdujący się w Épernay służący do rozgrywania meczów rugby union i piłki nożnej.
Jest stadionem domowym zespołu Rugby Épernay Champagne.
W 2003 roku gościł jedno ze spotkań mistrzostw świata U-19 w rugby union. Odbywają się na nim również turnieje juniorskie w piłce nożnej i rugby.
W kompleksie znajdują się boisko do rugby o powierzchni 9750 m² oraz sześć boisk do piłki nożnej (dwa po 7000 m² i cztery po 6500 m²).